# Akinori Nishizawa
Akinori Nishizawa (西澤 明訓?, Nishizawa Akinori; Shizuoka, 18 giugno 1976) è un ex calciatore giapponese, di ruolo attaccante.